# Đorđe Jokić
Đorđe Jokić (ur. 20 stycznia 1981 w Rašce) – serbski piłkarz grający na pozycji środkowego obrońcy.

## Kariera klubowa
Karierę piłkarską Jokić rozpoczął w klubie FK Bane z miasta Raška. W 1998 roku zadebiutował w jego barwach w drugiej lidze jugosłowiańskiej. W FK Bane grał do końca sezonu 1999/2000, a następnie odszedł do pierwszoligowego OFK Beograd. Zawodnikiem OFK był do końca 2005 roku i w ekstraklasie serbskiej rozegrał 111 meczów, w których strzelił 4 gole.
Na początku 2005 roku Jokić przeszedł z OFK do rosyjskiego Torpeda Moskwa. W klubie tym po raz pierwszy wystąpił 13 marca 2005 w wygranym 3:1 domowym spotkaniu z FK Rostów. Zawodnikiem Torpeda był do końca 2007 roku. W 2006 roku spadł z Torpedem z Premier Ligi do Pierwszej Dywizji.
W 2008 roku Jokić odszedł z Torpeda do Tomu Tomsk. Swój debiut w Tomie zanotował 22 marca 2008 w przegranym 0:1 wyjazdowym meczu ze Spartakiem Moskwa. Był podstawowym zawodnikiem klubu z Tomska. W 2012 roku odszedł do Dinama Briańsk, a następnie wrócił do Serbii i został zawodnikiem Vojvodiny Nowy Sad.
| Sezon   | Klub           | Kraj                | Rozgrywki         | Mecze | Bramki |
| ------- | -------------- | ------------------- | ----------------- | ----- | ------ |
| 1998/99 | FK Bane        | Jugosławia          | Prva Liga         | 11    | 0      |
| 1999/00 | FK Bane        | Jugosławia          | Prva Liga         | 27    | 2      |
| 2000/01 | OFK Beograd    | Jugosławia          | Super Liga        | 15    | 0      |
| 2001/02 | OFK Beograd    | Jugosławia          | Super Liga        | 32    | 3      |
| 2002/03 | OFK Beograd    | Serbia i Czarnogóra | Super Liga        | 29    | 0      |
| 2003/04 | OFK Beograd    | Serbia i Czarnogóra | Super Liga        | 25    | 1      |
| 2004/05 | OFK Beograd    | Serbia i Czarnogóra | Super Liga        | 10    | 0      |
| 2005    | Torpedo Moskwa | Rosja               | Priemjer-Liga     | 29    | 0      |
| 2006    | Torpedo Moskwa | Rosja               | Priemjer-Liga     | 20    | 2      |
| 2007    | Torpedo Moskwa | Rosja               | Priemjer-Liga     | 23    | 1      |
| 2008    | Tom Tomsk      | Rosja               | Priemjer-Liga     | 28    | 3      |
| 2009    | Tom Tomsk      | Rosja               | Priemjer-Liga     | 27    | 3      |
| 2010    | Tom Tomsk      | Rosja               | Priemjer-Liga     | 25    | 1      |
| 2011/12 | Tom Tomsk      | Rosja               | Priemjer-Liga     | 22    | 2      |
| 2011/12 | Dinamo Briańsk | Rosja               | Pierwyj diwizion  | 6     | 0      |
| 2012/13 | FK Vojvodina   | Serbia              | Super liga Srbije | 20    | 0      |

## Kariera reprezentacyjna
W reprezentacji Serbii i Czarnogóry Jokić zadebiutował 11 lipca 2004 roku w wygranym 2:0 towarzyskim spotkaniu z Macedonią. W barwach kadry narodowej zagrał dwukrotnie w eliminacjach do Mistrzostw Świata 2006. Od 2005 roku nie otrzymuje powołań do kadry, w której rozegrał 4 mecze.